# ارين بار
ارين بار (بالإنجليزية: Warren Parr) هو واثب حواجز ‏ أسترالي، ولد في 25 يناير 1952.

## وصلات خارجية
- ارين بار على موقع الاتحاد الدولي لألعاب القوى (الإنجليزية)
- ارين بار على موقع النتائج التاريخية لألعاب القوى الأسترالية (الإنجليزية)
- ارين بار على موقع أوليمبيديا (الإنجليزية)
- ارين بار على موقع اللجنة الأولمبية الأسترالية (الإنجليزية)
- ارين بار على موقع اتحاد ألعاب الكومنولث (مؤرشف) (الإنجليزية)